# Манцикерт, 1071-й
Манцикерт, 1071-й (тур. Malazgirt 1071), первоначально — Малазгирт 1071: Судный день для Византии (тур. Malazgirt 1071: Bizans'ın Kıyameti) — турецкий исторический фильм-боевик, основанный на реальных событиях. Режиссёрами картины выступили Озгур Бакар и Билал Калъёнджу. Сценаристами также были они, к тому же к ним присоединился ещё и Алпэр Кывылджим. Дистрибьютор — CGV Film Dağıtım. Фильм снят в 2019 году, но из-за пандемии коронавируса вышел на экраны в 2022 году. В главных ролях — Дженгиз Джошкун в роли султана Алпарслана, Джанер Куртаран в роли императора Диогена, Вильдан Атасевер в роли королевы Лудики, а также Хасан Кючуктекин в роли Низамульмулька. Фильм получил крайне негативные отзывы критиков и зрителей, которые критиковали сюжет, персонажей, примитивность. В Турции фильм получил возрастной рейтинг 6+. В России и Америке фильм в прокат не вышел. Но, фильм соответствует рейтингу PG-13 (13+) в MPAA.
Фильм рассказывает про битву при Малазгирте, а также её предысторию.